# Nephtalie Jean-Louis
Nephtalie Jean-Louis là một vận động viên Paralympic người Haiti, là vận động viên duy nhất trong đội Paralympics mùa hè đầu tiên của Haiti vào năm 2008 tổ chức tại Bắc Kinh, Trung Quốc. Cô đã thi đấu một lần nữa tại Paralympic Mùa hè 2012 ở London, Anh, nội dung ném lao và đẩy tạ.

## Sự nghiệp
Khi được 8 tháng tuổi, chân cô bị thương sau khi cô mắc bệnh bại liệt. Với cuộc sống ở Haiti sau đó, cô phải chịu sự phân biệt đối xử vì khuyết tật của mình, bao gồm cả việc không thể sử dụng phương tiện giao thông công cộng vì định kiến xã hội. Jean-Louis hướng tới thể thao, ban đầu thi đấu môn cử tạ.
Sau khi thi đấu môn cử tạ tại Parapan American Games 2007 ở Rio de Janeiro, Brazil, cô đã đủ điều kiện tham gia Paralympic mùa hè 2008 tại Bắc Kinh, Trung Quốc. Sự tham gia của cô tại Paralympics được công bố bởi Jean Chevalier Sanon, Chủ tịch Ủy ban Paralympic quốc gia Haiti, vào ngày 28 tháng 8 năm 2008. Điều này đánh dấu việc lần đầu tiên Haiti tham gia Thế vận hội Paralympic. Jean-Louis là người mang cờ cho Haiti trong Cuộc diễu hành của các quốc gia trong lễ khai mạc. Tuy nhiên, cô đã không thể tham gia vào hạng cân của môn cử tạ sau khi không thể đạt được giới hạn cân nặng.
Sau Thế vận hội, Jean-Louis chuyển sang điền kinh để thi đấu môn nhảy lao, ném đĩa và đẩy tạ. Cô một lần nữa đã được chọn vào đội Paralympic Haiti cho Paralympic Mùa hè 2012, cùng với Josue Cajuste, với cả hai nội dung thi đấu là môn ném lao và cử tạ. Nhóm nghiên cứu đã được hỗ trợ để đến London thông qua một chiến dịch có tên là"The Dream", được tài trợ bởi công ty luật Hogan Lovells. Jean-Louis đã hoàn thành ở vị trí thứ 17 trong môn ném lao nữ hạng cân F57/ 58. Cú ném dài nhất của cô là 10,69 mét (35,1 ft). Trong cùng hạng cân ở môn đẩy tạ, Jean-Louis đã ném một khoảng cách 4,75 mét (15,6 ft), kết thúc ở vị trí thứ 16.